# Woke Up This Morning
Woke Up This Morning (pl "Obudziłem się dziś rano") - utwór kanadyjskiego zespołu rockowego Nickelback, pochodzący z trzeciego studyjnego albumu formacji, "Silver Side Up" z 2001 roku. Utwór został zamieszczony na trzeciej pozycji na krążku, trwa 3 minuty i 52 sekundy, i jest jednym z krótszych utworów znajdujących się na płycie. Autorem tekstu do utworu jest wokalista grupy, Chad Kroeger, a muzykę skomponował wspólnie cały zespół.

## Znaczenie tekstu
Tekst utworu odnosi się między innymi do Jodi, byłej dziewczyny wokalisty. Po pogrzebie swojej babci, wokalista musiał powrócić do trudnych relacji ze swoją dziewczyną, o czym mówi fragment tekstu: "That's where the next lines [in the song] come from," Kroeger mówi, "I've been a loser all my life, I'm not about to change/If you don't like it there's the door, nobody made you stay/Ain't a woman on the planet who can deal with this/Just how I wanted it, I'm hating all of this." "The whole thing's about a month in my life when I felt like shit when I woke up in the morning."   Na płycie znajduje się jeszcze jeden utwór, odnoszący się do byłej dziewczyny Kroegera, "How You Remind Me". Utworem w którym wokalista porusza tematykę śmierci swojej babci, jest piosenka "Not Leavin' Yet" z albumu "The State".
Utwór utrzymany jest w mocnym post grunge'owym brzmieniu. Obok utworów "Never Again", "How You Remind Me" oraz "Too Bad", stał się największym przebojem z płyty. Jako jeden z nielicznych utworów z płyty "Silver Side Up", nie był grany przez grupę na koncertach poprzedzających wydanie płyty. Został nagrany w studiu podczas sesji. 

## Utwór na koncertach
Utwór stał się bardzo popularny wśród fanów grupy. Podczas trasy "Silver Side Up Tour" w 2002 roku, utwór był prezentowany jako rozpoczynający koncerty. Podczas wykonywania utworu, na scenie używane są efekty pirotechniczne. 
Utwór znalazł się także na obu płytach koncertowych DVD zespołu, "Live at Home" z 2002 roku oraz "Live from Sturgis 2006". Kompozycja trafiła także na bootleg z zapisem koncertu "Rock am Ring", jaki grupa dała 5 czerwca 2004 roku na torze Nürburgring. Utwór trafił także na oficjalną składankę zespołu "Three Sided Coin" wydaną w roku 2002 nakładem wytwórni Roadrunner International.
Utwór znalazł się także na stronie B singla "Too Bad", został zamieszczony w wersji koncertowej wraz z utworem "How You Remind Me". 

## Twórcy
Nickelback
- Chad Kroeger – śpiew, gitara rytmiczna, produkcja
- Ryan Peake – gitara prowadząca, wokal wspierający
- Mike Kroeger – gitara basowa
- Ryan Vikedal – perkusja

Produkcja
- Nagrywany: Kwiecień - Czerwiec 2001 w Studio Green House w Vancouver, oraz w Burnaby, Kolumbia Brytyjska,  oraz w London Bridge Studio, Seattle, Waszyngton
- Producent muzyczny: Chad Kroeger, Rick Parashar
- Realizator nagrań: Rick Parashar
- Miks płyty: Randy Staub w "Armoury Studios" Vancouver
- Mastering: George Marino w "Sterling Sound"
- Inżynier dźwięku: Joe Moi
- Asystent inżyniera dźwięku: Pat Sharman
- Obróbka cyfrowa: Geoff Ott
- Aranżacja: Chad Kroeger, Ryan Peake, Mike Kroeger, Ryan Vikedal
- Zdjęcia: Daniel Moss
- Manager: Bryan Coleman
- Koordynator produkcji: Kevin Zaruk
- Pro Tools operator: Alex Aligazakis
- Tekst piosenki: Chad Kroeger
- Wytwórnia: Roadrunner Records
- Pomysł okładki: Nickelback